# Salvador Sanz Palacio
Salvador Sanz Palacio (Morata de Jalón, Valdejalón, 21 d'octubre 1947) és un advocat i polític català d'origen aragonès, diputat al Congrés dels Diputats en la V, VI i VII legislatures i diputat al Parlament Europeu.

## Biografia
Llicenciat en Dret per la Universitat de Saragossa en 1970 i diplomat en Dret Comparat per la Universitat d'Estrasburg en 1972, per l'Acadèmia de Ciències Comparades de Luxemburg en 1973 i per l'Institut Europeu d'Alts Estudis Internacionals de Niça en 1974. Diplomat en Ciències Polítiques pel Centre Europeu Universitari de Nancy en 1973.
Fou auditor de l'Acadèmia de Dret Internacional de la Haia en 1974 i assessor jurídic de Banca Catalana. Militant del Partit Popular de Catalunya, fou diputat per la província de Barcelona a les eleccions generals espanyoles de 1993, 1996 i 2000. Ha estat vicepresident de la Comissió de Pressupostos del Congrés dels Diputats (1996-2004), membre de la Comissió d'Economia, Hisenda i Comerç (1993-2004), membre de la Comissió de Control de RTVE (1993-1996) i membre de la Comissió Mixta Congrés-Senat del Tribunal de Comptes (1996-1998). De 2000 a 2004 fou membre titular de la Delegació espanyola en l'Assemblea de la Unió Interparlamentària (UIP) i vocal de la Delegació espanyola en el Grup d'Amistat amb Veneçuela.
Va ocupar un escó de diputat al Parlament Europeu pel mateix partit de 2008 a 2009.